# Hrabstwo DeSoto (Missisipi)
Hrabstwo DeSoto (ang. DeSoto County) – hrabstwo w stanie Missisipi w Stanach Zjednoczonych. Obszar całkowity hrabstwa obejmuje powierzchnię 496,77 mil² (1286,63 km²). Według szacunków United States Census Bureau w roku 2009 miało 158 719 mieszkańców.
Hrabstwo powstało w 1836 roku.

## Miejscowości
- Hernando
- Horn Lake
- Olive Branch
- Southaven
- Walls

## CDP
- Bridgetown
- Lynchburg[4]

| Populacja hrabstwa w poprzednich latach | Populacja hrabstwa w poprzednich latach |
| Rok                                     | Liczba ludności                         |
| --------------------------------------- | --------------------------------------- |
| 1980                                    | 53 889                                  |
| 1990                                    | 67 910                                  |
| 2000                                    | 107 199                                 |
| 2005                                    | 137 004                                 |